# Eleonora Denuelle

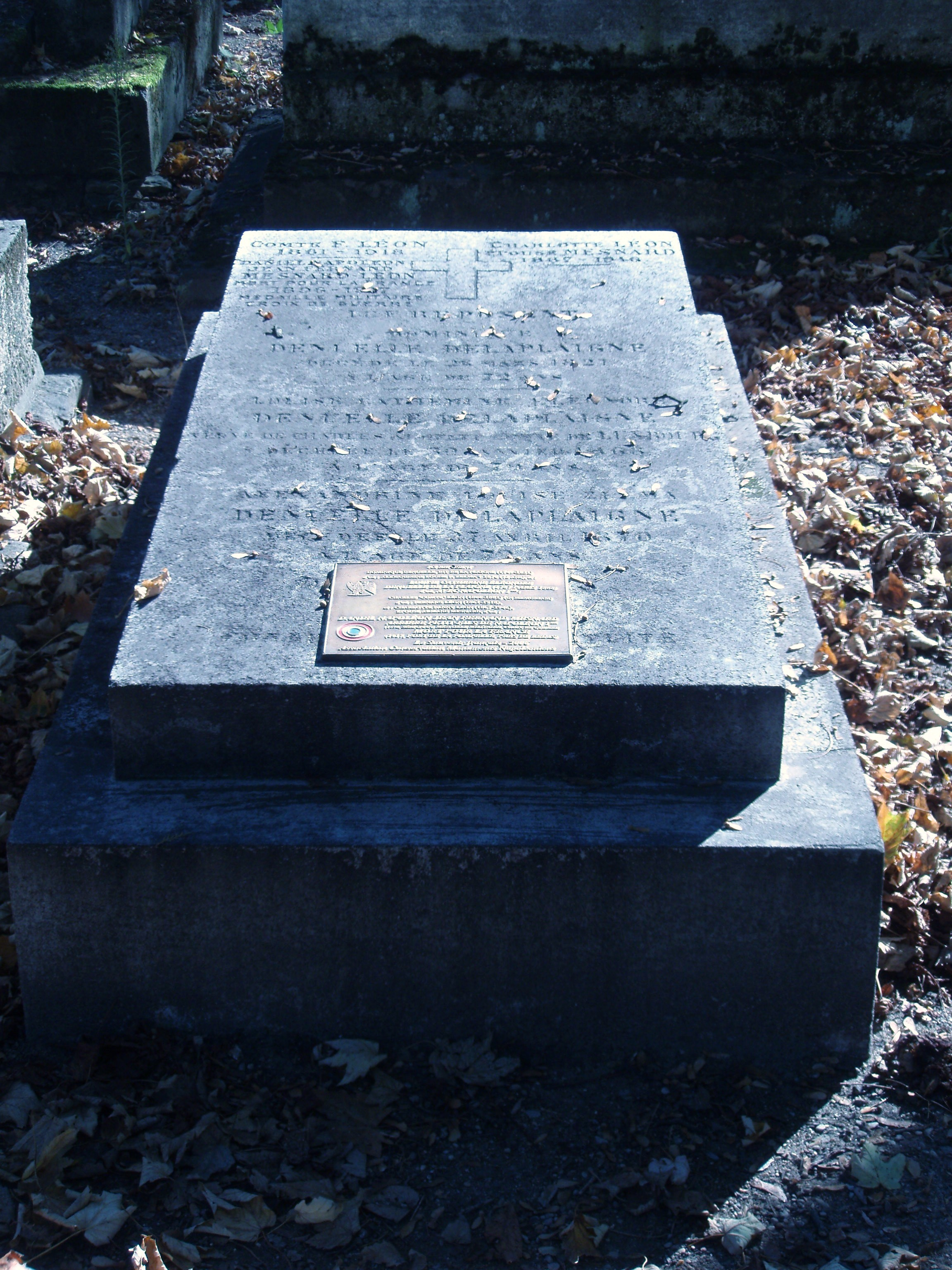
Tomba di Eleonora Denuelle

Eleonora Luisa Caterina Denuelle de la Plaigne (Parigi, 3 settembre 1787 – Parigi, 30 gennaio 1868) fu amante di Napoleone Bonaparte, al quale diede un figlio (non legittimato), Carlo Leone Denuelle.

## Biografia
I suoi genitori erano Françoise-Charlotte-Eléonore Couprie (1767-1850) e Dominique Denuelle (1748-1821), borghese parigino che perse tutte le sue cariche reali durante la Rivoluzione.
Era una donna di origini spagnole; sebbene provenisse da una famiglia di semplici e poveri commercianti, i suoi genitori la mandarono in un rinomato collegio francese, sperando che così la loro figlia, grazie a questa educazione, avrebbe in futuro potuto sposare un buon partito o comunque ricavarne un buon impiego. Le speranze non andarono subito a compimento ma i genitori ebbero poi la soddisfazione di sentirsi chiedere la mano della figlia da un ufficiale, Jean-Honoré François Revel. Tuttavia il supposto buon partito si rivelò presto un povero disoccupato millantatore. Due soli mesi dopo il matrimonio, egli fu condannato a due anni di carcere ed Eleonora si trovò sola e priva di mezzi. Venne allora in suo aiuto una ex compagna di scuola che le procurò un'occupazione come lettrice presso Carolina Bonaparte, moglie del generale Gioacchino Murat. Carolina perseguì sin dall'inizio l'obiettivo di farne l'amante del fratello Napoleone, presumibilmente per nuocere all'odiata cognata Giuseppina. Ma Eleonora, da parte sua, riconobbe presto i vantaggi di un tale legame ed accettò la situazione sopportando la fastidiosa relazione con l'imperatore. Il 29 aprile 1806 divorziò dal marito e riprese il suo nome da nubile. Alla fine di quell'anno diede alla luce un figlio.
Napoleone, convinto di aver dimostrato la propria capacità di procreare (l'assenza di figli da Giuseppina, dopo quasi dieci anni di matrimonio, ed il fatto che ella ne avesse avuti due dal precedente marito, faceva ritenere che l'imperatore fosse sterile), non volle tuttavia riconoscere giuridicamente la possibilità di una successione al trono imperiale da parte di un figlio illegittimo. Non volle quindi che il figlio fosse battezzato con il nome Napoleone bensì solo con la seconda parte del suo nome, Leone, ne rifiutò il riconoscimento di paternità ma lo elevò alla dignità di conte, garantendogli anche il sostegno finanziario. Inoltre interruppe da allora ogni contatto con Eleonora, tranne un breve incontro il 29 luglio 1807 al ritorno dalle campagne di Friedland ed Eylau.
Eleonora sposò nel 1808 un ufficiale, che tuttavia la lasciò vedova durante la campagna di Russia. Nel 1814, dopo la caduta del Bonaparte, si sposò per la terza volta con un maggiore delle truppe d'invasione bavaresi, il quale più tardi divenne persino ministro del regno bavarese.
Eleonora Denuelle è stata sepolta nel cimitero di Père-Lachaise.